# Pacifiosoma cristofer
Pacifiosoma cristofer är en mångfotingart som först beskrevs av Mikhaljova 1993.  Pacifiosoma cristofer ingår i släktet Pacifiosoma och familjen Diplomaragnidae. Inga underarter finns listade i Catalogue of Life.